# Meteorus trilineatus
Meteorus trilineatus är en stekelart som beskrevs av Cameron 1905. Meteorus trilineatus ingår i släktet Meteorus och familjen bracksteklar. Inga underarter finns listade i Catalogue of Life.